# Bislett Games 2010
I Bislett Games 2010 è stata la 43ª edizione dell'annuale meeting di atletica leggera denominato Bislett Games ed ha avuto luogo, al Bislett Stadion di Oslo, dalle ore 17:15 alle 21:55 UTC+2 del 4 giugno 2010. Il meeting è stato anche la terza tappa della IAAF Diamond League 2010.

## Programma
Il meeting ho previsto lo svolgimento di 15 specialità, 8 maschili e 7 femminili e tutte queste erano valide per la Diamond League. Oltre a queste, erano inserite nel programma due serie di qualificazione per i 100 m maschili ed alcune gare a livello under20 e promozionale.
| # | Orario | Specialità             |
| - | ------ | ---------------------- |
| 1 | 17:50  | Salto con l'asta       |
| 2 | 18:40  | Getto del peso         |
| 3 | 20:15  | 400 m hs               |
| 4 | 20:20  | Lancio del giavellotto |
| 5 | 21:00  | 100 m                  |
| 6 | 21:10  | 800 m                  |
| 7 | 21:20  | 5000 m                 |
| 8 | 21:50  | Miglio                 |

| # | Orario | Specialità       |
| - | ------ | ---------------- |
| 1 | 17:15  | Lancio del disco |
| 2 | 19:43  | Salto in lungo   |
| 3 | 19:49  | Salto in alto    |
| 4 | 20:04  | 400 m            |
| 5 | 20:25  | 3000 m siepi     |
| 6 | 20:45  | 100 m hs         |
| 7 | 21:40  | 200 m            |

     Specialità valide per la Diamond League

## Risultati
Di seguito i primi tre classificati di ogni specialità. Con w si indica una prestazione con vento favorevole superiore a 2 m/s.

### Uomini
| Specialità             |                     | Prestazione | 2º classificato      | Prestazione | 3º classificato    | Prestazione |
| 100 m                  | Asafa Powell        | 9.72 w      | Richard Thompson     | 9.90        | Churandy Martina   | 9.92        |
| 800 m                  | David Rudisha       | 1'42.04     | Abubaker Kaki        | 1'42.23     | Marcin Lewandowski | 1'44.56     |
| Miglio                 | Asbel Kiprop        | 3'49.56     | Mekonnen Gebremedhin | 3'49.83     | Gideon Gathimba    | 3'50.53     |
| 5000 m                 | Imane Merga         | 12'53.81    | Tariku Bekele        | 12'53.97    | Bernard Lagat      | 12'54.12    |
| 400 m hs               | Kerron Clement      | 48.12       | Bershawn Jackson     | 48.25       | David Greene       | 49.05 =     |
| Salto con l'asta       | Renaud Lavillenie   | 5.80 m      | Malte Mohr           | 5.70 m =    | Aleksandr Gripič   | 5.60 m =    |
| Getto del peso         | Christian Cantwell  | 21.31 m     | Dylan Armstrong      | 21.16 m     | Tomasz Majewski    | 21.12 m     |
| Lancio del giavellotto | Andreas Thorkildsen | 86.00 m     | Petr Frydrych        | 85.33 m     | Teemu Wirkkala     | 85.04 m     |

     Atleti al primo posto nella classifica di specialità.
     Prestazione che stabilisce il nuovo record del meeting.

### Donne
| Specialità       |                 | Prestazione | 2ª classificata  | Prestazione | 3ª classificata     | Prestazione |
| 200 m            | Carmelita Jeter | 22.54       | Debbie Ferguson  | 22.89       | Aleksandra Fedoriva | 22.98       |
| 400 m            | Amantle Montsho | 50.34 =     | Novlene Williams | 50.43       | Debbie Dunn         | 50.75       |
| 100 m hs         | Lolo Jones      | 12.66       | Priscilla Lopes  | 12.72       | Perdita Felicien    | 12.72       |
| 3000 m siepi     | Milcah Cheywa   | 9'12.66     | Gladys Kipkemoi  | 9'16.21     | Lydia Jebet Rotich  | 9'18.03     |
| Salto in lungo   | Ol'ga Kučerenko | 6.91 m      | Naide Gomes      | 6.78 m      | Dar'ja Klišina      | 6.77 m      |
| Salto in alto    | Blanka Vlašić   | 2.01 m      | Chaunte Howard   | 2.01 m      | Lavern Spencer      | 1.94 m      |
| Lancio del disco | Nadine Müller   | 63.93 m     | Żaneta Glanc     | 62.16 m     | Aretha Thurmond     | 61.80 m     |

     Atlete al primo posto nella classifica di specialità.
     Prestazione che stabilisce il nuovo record del meeting.